# 南州郷

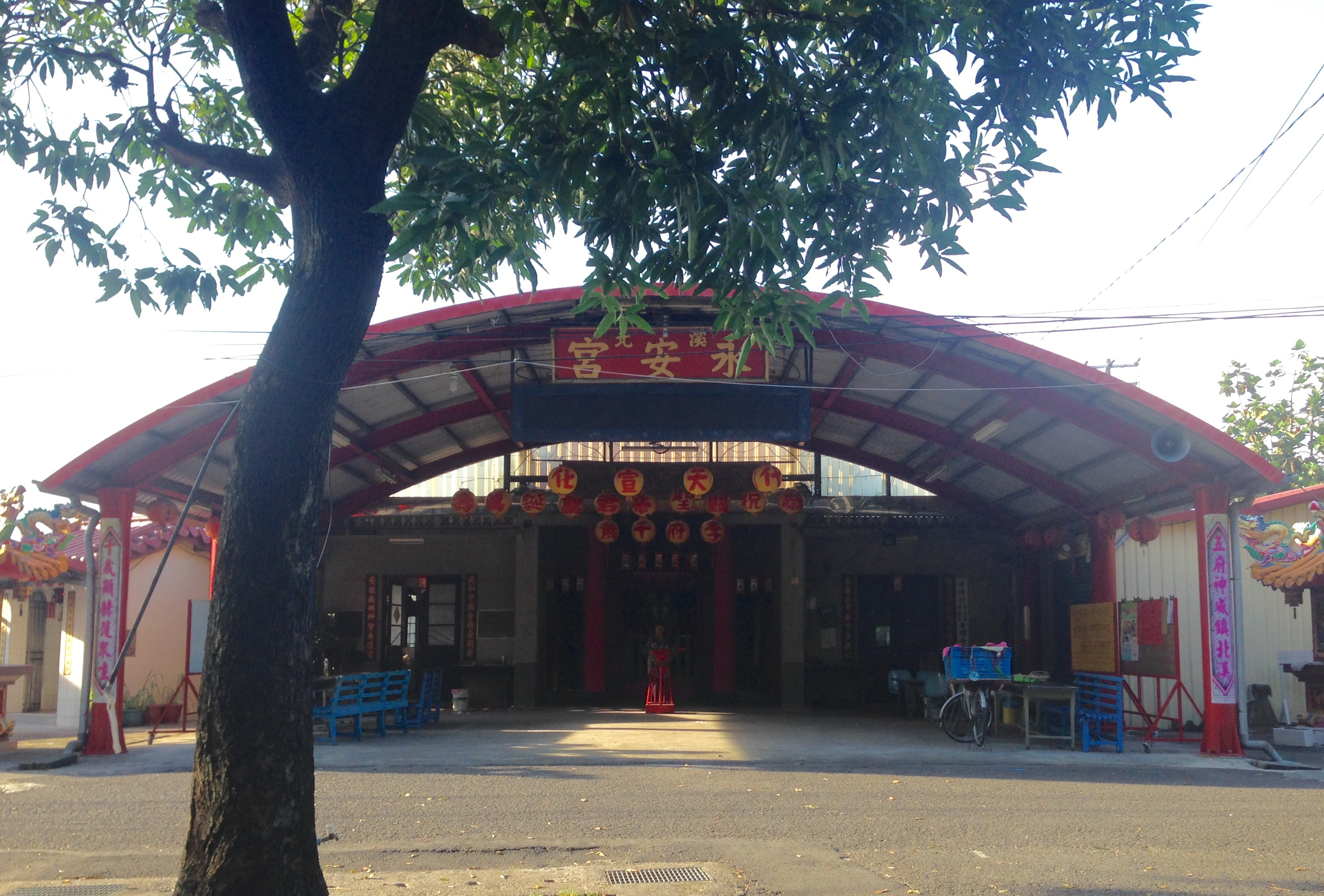
台糖南州観光工場にある渓北永安宮

南州郷（ナンジョウ/なんしゅう-きょう）は台湾屏東県の郷。

## 地理
南州郷は屏東県中部に位置し、北は崁頂郷と、東新埤郷と、西は東港鎮と、南は林辺郷とそれぞれ接している。屏東平原に位置するため地勢は平坦であり、郷内を渓洲渓が流れている。熱帯モンスーン気候に属し、年間平均気温は25℃、年間降水量は2,500mmである。

## 歴史
南州郷の旧名は「渓州」と称し、郷内を流れる渓洲渓から命名された。1920年の台湾地方改制の際、この地域は「林辺庄」に帰属し、高雄州東港郡の管轄となった。戦後は高雄県林辺郷となったが、1950年に屏東県の管轄となった。1951年3月、林辺郷より分割され「渓州郷」が成立したが、台湾各地に同名の「渓州」という地名が重複していたため、台湾南部に位置することから、そして「南州出賢人」の願いを込めて1956年に「南州郷」と改名されて現在に至っている。

## 行政区
| 村                                                                             |
| ------------------------------------------------------------------------------ |
| 渓洲村、渓南村、仁里村、渓北村、七塊村、万華村、米崙村、寿元村、同安村、南安村 |

## 歴代郷長
| 代 | 氏名 | 着任日 | 退任日 |
| -- | ---- | ------ | ------ |

## 教育

### 国民中学
- 屏東県立南州国民中学

### 国民小学
- 屏東県立南州国民小学
- 屏東県立同安国民小学
- 屏東県立渓北国民小学

## 交通
| 種別 | 路線名称                   | その他 |
| ---- | -------------------------- | ------ |
| 鉄道 | 屏東線                     | 南州駅 |
| 国道 | 国道3号 フォルモサ高速道路 | 南州IC |

## 観光
- 南州代天府王爺廟
- 南州運動公園
- 台糖南州糖廠
- 渓北国民小学